# Pharmakologisches Chaperon
Pharmakologische Chaperone, auch Pharmacoperone genannt, sind organische Verbindungen, die als reversible Inhibitoren spezifisch an ungefaltete Proteine binden und dadurch die Faltungsdynamik der Proteine in Richtung ihrer richtigen Konformation verschieben und diese stabilisieren.

## Beschreibung
Falsch gefaltete Proteine sind die Ursache für eine Vielzahl von Erkrankungen. Zu den Proteinfehlfaltungserkrankungen (englisch protein misfolding diseases) gehören beispielsweise die Amyloidosen, Mukoviszidose, Amyotrophe Lateralsklerose, Phenylketonurie, Parkinson- und Alzheimer-Krankheit. In den Zellen der betroffenen Patienten werden die fehlgefalteten Proteine im Rahmen der Proteinqualitätskontrolle im endoplasmatischen Retikulum ausgesondert und im Proteasom zerlegt. Das Fehlen dieser Proteine, die beispielsweise als Enzyme, Rezeptoren oder Botenstoffe wichtige Funktionen in den Zellen übernehmen, führt zu den entsprechenden Krankheitsbildern. Die Ursachen für die Proteinfehlfaltungen sind vielschichtig. Sie reichen von Genmutationen in Exons, die zu Veränderungen in der Aminosäuresequenz, also der Primärstruktur des Genproduktes führen, über Fehler bei der Transkription oder der Translation. Diese Fehler haben unmittelbare Einflüsse auf die Sekundär- und Tertiärstruktur, beziehungsweise auf die Proteinfaltungskinetik. Pharmakologische Chaperone können in den Vorgang der Proteinfaltung eingreifen und diesen positiv beeinflussen. Es handelt sich um kleine Moleküle (small molecules) die als chemische Faltungshilfen dienen. Dadurch wird die Faltungsdynamik eines Proteins in Richtung seiner richtigen Konformation verschoben und stabilisiert. Mit der korrekten Tertiärstruktur wird die Proteinqualitätskontrolle im endoplasmatischen Retikulum „bestanden“ und das Protein kann an seinem Bestimmungsort seine Funktion erfüllen.
Von den pharmakologischen Chaperonen sind die chemischen Chaperone zu unterscheiden. Chemische Chaperone haben auf die Proteinstruktur einen unspezifischen Effekt. Sie verhindern beispielsweise die Proteinaggregation ungefalteter Proteine, indem sie die Löslichkeit erhöhen. Im Gegensatz dazu binden die pharmakologischen Chaperone spezifisch an ungefaltete Proteine – im Idealfall nur an einen Proteintyp – und stabilisieren die Struktur des Proteins.
Natürliche Chaperone sind zelleigene Proteine, die den Faltungsprozess neu synthetisierter Proteine unterstützen. Bei einer Überexpression können Ansammlungen teilweise fehlgefalteter Proteine entstehen, die als Proteinaggregate bezeichnet werden.

## Beispiele

Die Strukturformel von Sapropterin

- Sapropterin ist zur Behandlung der Phenylketonurie (PKU) zugelassen. Ursache für die Erkrankung sind Mutationen im PAH-Gen, das für das Enzym Phenylalaninhydroxylase kodiert. Sapropterin stabilisiert als pharmakologisches Chaperon die Faltung einer Reihe von Mutationsvarianten der Phenylalaninhydroxylase.[3][8] Etwa 30 bis 50 % der PKU-Patienten sprechen auf Sapropterin an.[9] Sapropterin wurde im Dezember 2007 in den Vereinigten Staaten und im April 2009 in der Europäischen Union als erstes pharmakologisches Chaperon zur Behandlung zugelassen.[10]

Die Strukturformel von Migalastat

- Der Iminozucker 1-Desoxygalactonojirimycin (DGJ, internationaler Freiname Migalastat) ist ein pharmakologisches Chaperon. Es ist ein Analogon der terminalen Galactose von Gb3 und ein reversibler Inhibitor der α-Galactosidase A.[11] In einer Vielzahl von präklinischen Versuchen konnte gezeigt werden, dass Migalastat in der Lage ist, die Aktivität mutierter Varianten der α-Galactosidase A zu erhöhen.[12] Als kleines Molekül hat Migalastat eine sehr breite Bioverteilung im Organismus und kann beispielsweise das Zentralnervensystem erreichen und die Blut-Hirn-Schranke überwinden.[13] Darüber hinaus ist es oral verfügbar.[14] Migalastat befindet sich derzeit in der klinischen Phase III zur Erprobung der Wirksamkeit bei Patienten mit Morbus Fabry.[15]

Die Strukturformel von Tafamidis

- Tafamidis (Handelsname Vyndaqel) ist ein pharmakologisches Chaperon zur Behandlung der Transthyretin-Amyloidose (ATTR). Das Protein Transthyretin liegt im Blut vor allem als Tetramer vor, das jedoch in Monomere zerfallen kann, die anfällig für Fehlfaltung sind. Bestimmte Mutationen des Transthyretin-Gens können diese Anfälligkeit verstärken. Tafamidis stabilisiert das Transthyretin-Tetramer durch Bindung an dessen Thyroxin-Bindungsstellen. Dadurch wird die Entstehung von Amyloiden verlangsamt, deren Ablagerung im Gewebe für die krankheitsbedingten Folgeschäden der ATTR verantwortlich ist.[16] Tafamidis ist in der EU zugelassen zur Behandlung der ATTR mit Kardiomyopathie (ATTR-CM) oder mit Polyneuropathie (ATTR-PN). Es kann sowohl bei genetisch bedingten Formen der ATTR wie der familiären Amyloidpolyneuropathie Typ I als auch bei Wildtyp-ATTR eingesetzt werden.[17][18]

Pharmakologische Chaperone könnten auch eine zukünftige Behandlungsmöglichkeit von Krankheiten durch Proteinaggregate wie der Alzheimer-Krankheit werden.

## Weiterführende Literatur
- P. M. Conn, J. A. Janovick: Pharmacoperone identification for therapeutic rescue of misfolded mutant proteins. In: Frontiers in endocrinology. Band 2, Nummer 6, März 2011, S. , ISSN 1664-2392. doi:10.3389/fendo.2011.00006. PMID 21633718. PMC 3103854 (freier Volltext).
- J. M. Benito, J. M. García Fernández, C. Ortiz Mellet: Pharmacological chaperone therapy for Gaucher disease: a patent review. In: Expert Opinion on Therapeutic Patents. Band 21, Nummer 6, Juni 2011, S. 885–903, ISSN 1744-7674. doi:10.1517/13543776.2011.569162. PMID 21457079 (Review).
- J. A. Janovick, B. S. Park, P. M. Conn: Therapeutic rescue of misfolded mutants: validation of primary high throughput screens for identification of pharmacoperone drugs. In: PLOS ONE. Band 6, Nummer 7, 2011, S. e22784, ISSN 1932-6203. doi:10.1371/journal.pone.0022784. PMID 21818389. PMC 3144936 (freier Volltext) (Open Access).
- R. S. Rajan, K. Tsumoto u. a.: Chemical and pharmacological chaperones: application for recombinant protein production and protein folding diseases. In: Current Medicinal Chemistry. Band 18, Nummer 1, 2011, S. 1–15, ISSN 1875-533X. PMID 21110818 (Review).
- S. K. Kalia, L. V. Kalia, P. J. McLean: Molecular chaperones as rational drug targets for Parkinson's disease therapeutics. In: CNS & Neurological Disorders – Drug Targets. Band 9, Nummer 6, Dezember 2010, S. 741–753, ISSN 1996-3181. PMID 20942788 (Review).
- Y. O. Ali, B. M. Kitay, R. G. Zhai: Dealing with misfolded proteins: examining the neuroprotective role of molecular chaperones in neurodegeneration. In: Molecules. Band 15, Nummer 10, 2010, S. 6859–6887, doi:10.3390/molecules15106859. PMID 20938400. PMC 3133442 (freier Volltext) (Review).
- J. A. Janovick, A. Patny u. a.: Molecular mechanism of action of pharmacoperone rescue of misrouted GPCR mutants: the GnRH receptor. In: Molecular endocrinology. Band 23, Nummer 2, Februar 2009, S. 157–168, ISSN 0888-8809. doi:10.1210/me.2008-0384. PMID 19095769. PMC 2646616 (freier Volltext).
- D. Williams, L. A. Devi: Escorts take the lead molecular chaperones as therapeutic targets. In: Progress in molecular biology and translational science. Band 91, 2010, S. 121–149, ISSN 1877-1173. doi:10.1016/S1877-1173(10)91005-3. PMID 20691961. PMC 3125676 (freier Volltext) (Review).
- M. A. Babizhayev: Designation of imidazole-containing dipeptides as pharmacological chaperones. In: Human & Experimental Toxicology. Band 30, Nummer 7, Juli 2011, S. 736–761, ISSN 1477-0903. doi:10.1177/0960327110377526. PMID 20656726 (Review).
- D. P. Germain, J. Q. Fan: Pharmacological chaperone therapy by active-site-specific chaperones in Fabry disease: in vitro and preclinical studies. In: International Journal of Clinical Pharmacology and Therapeutics. Band 47 Suppl 1, 2009, S. S111–S117, ISSN 0946-1965. PMID 20040321 (Review).
- G. Parenti: Treating lysosomal storage diseases with pharmacological chaperones: from concept to clinics. In: EMBO molecular medicine. Band 1, Nummer 5, August 2009, S. 268–279, ISSN 1757-4684. doi:10.1002/emmm.200900036. PMID 20049730 (Review).
- T. K. Chaudhuri, S. Paul: Protein-misfolding diseases and chaperone-based therapeutic approaches. In: The FEBS Journal. Band 273, Nummer 7, April 2006, S. 1331–1349, ISSN 1742-464X. doi:10.1111/j.1742-4658.2006.05181.x. PMID 16689923 (Review).